# Травніца
Травніца (словац. Trávnica) — село, громада округу Нове Замки, Нітранський край. Кадастрова площа громади — 21.15 км².
Населення 1043 особи (станом на 31 грудня 2019 року).

## Історія
Травніца згадується 1075 року.

## Населення
| Рік:            | 1994. | 2004.   | 2014.   | 2024.   |
| --------------- | ----- | ------- | ------- | ------- |
| Кількість осіб: | 1326  | 1195    | 1091    | 1041    |
| Різниця:        |       | -9,87 % | -8,70 % | -4,58 % |

| Рік:            | 2023. | 2024.   |
| --------------- | ----- | ------- |
| Кількість осіб: | 1035  | 1041    |
| Різниця:        |       | +0,57 % |